# Something in My Life
Something in My Life är den amerikanske trubaduren Tom Paxtons tionde studioalbum, utgivet 1975 på skivbolaget Private Stock.

## Låtlista
Samtliga låtar skrivna av Tom Paxton
1. "Hello Again"
2. "My Daddy and Me"
3. "Gaining on Me"
4. "Something in My Life"
5. "Life"
6. "As She Rides By"
7. "Bet on the Blues"
8. "Out of Luck"
9. "Morning Wonder"
10. "And Then You Smiled"
11. "Oh Doctor, Doctor"
12. "Gentle My Love"